# Pseudolotus
Pseudolotus là một chi thực vật có hoa trong họ Đậu.